# یوشینو ناکاشیما
یوشینو ناکاشیما (انگلیسی: Yoshino Nakashima؛ زادهٔ ۲۷ ژوئیهٔ ۱۹۹۹) بازیکن فوتبال اهل ژاپن است.